# Fryderyk z Puttendorfu
Fryderyk z Puttendorfu, Bedřich z Puttendorfu (ur. ok. 1117, zm. 31 stycznia 1179) – niemiecki duchowny katolicki, biskup praski od 1168.

## Życiorys
Fryderyk urodził się ok. 1117. Był synem palatyna putelendorfskiego Fryderyka IV von Gosecka. Został przeznaczony przez ojca jako młodszy syn do stanu duchownego. W młodości wstąpił do zakonu norbertanów w Magdeburgu, skąd został przeniesiony do klasztoru w Strahovie.
Po nagłej śmierci biskupa Gotharda został wybrany przez kapitułę w 1168 na nowego ordynariusza praskiego. Stało się tak dzięki wsparciu królowej Judyty. Nie jest wiadome kiedy i gdzie uzyskał święcenia biskupie.
Na okres jego rządów przypadły burzliwe wydarzenia polityczne w Czechach. W 1172 abdykował Władysław II na rzecz swojego syna Fryderyka, który po roku został zmuszony również do abdykacji, ponieważ nie uzyskał zgody cesarza Fryderyka Barbarossy. Jego następcą został Sobiesław II, który nie uzyskał tytułu królewskiego.
Będąc zwolennikiem Władysława II i jego syna nie cieszył się przychylnością u nowego władcy czeskiego, a ich wzajemne relacje dalekie były od poprawnych do tego stopnia, że papież Aleksander III ekskomunikował księcia w 1177. Biskup nie cieszył się również sympatią wśród Czechów, z powodu braku znajomości języka czeskiego. Zmarł w 1179.